# Lill-Harrträsket
Lill-Harrträsket är en sjö i Sorsele kommun i Lappland och ingår i Umeälvens huvudavrinningsområde. Sjön har en area på 0,121 kvadratkilometer och ligger 459,2 meter över havet. Lill-Harrträsket ligger i Vindelälven Natura 2000-område.

## Delavrinningsområde
Lill-Harrträsket ingår i det delavrinningsområde (726301-156647) som SMHI kallar för Mynnar i Harrträskbäcken. Medelhöjden är 528 meter över havet och ytan är 7,31 kvadratkilometer. Det finns inga avrinningsområden uppströms utan avrinningsområdet är högsta punkten. Vattendraget som avvattnar avrinningsområdet har biflödesordning 5, vilket innebär att vattnet flödar genom totalt 5 vattendrag innan det når havet efter 325 kilometer. Avrinningsområdet består mestadels av skog (90 procent). Avrinningsområdet har 0,12 kvadratkilometer vattenytor vilket ger det en sjöprocent på 3,4 procent.